# Un homme doit mourir
Pour plus de détails, voir Fiche technique et Distribution.
Un homme doit mourir (The Hook) est un film de guerre américain, réalisé par George Seaton, sorti en 1963.
Le film est une adaptation du roman L'Hameçon (The Hook) de Vahé Katcha.

## Synopsis
Au mois de juillet 1953, les négociations pour un cessez-le-feu mettant fin à la guerre de Corée sont sur le point d'aboutir à Panmunjeom ; cependant, les combats continuent.
Lors d'un chargement de carburant d'aviation sur un navire de commerce, des G.I.s sont mitraillés par un avion nord-coréen. L'appareil est abattu, quelque temps après l'attaque, et son pilote, qui s'en est éjecté, est fait prisonnier et détenu par les trois G.I.s survivants du raid aérien, le sergent P.J. Briscoe et les deux soldats O.A. Dennison et V.R. Hackett.
Le sergent, afin de connaître les instructions relatives au prisonnier, joint par radio un commandant sud-coréen. Ce dernier lui précise que l'avion a également bombardé un hôpital, le quartier général et que la population, exaspérée, a tué les prisonniers nord-coréens ; lui-même blessé, il donne l'ordre au sergent d'exécuter le pilote.
Les trois G.I.s ne peuvent se résoudre à envisager l'exécution et débattent de cette question…

## Fiche technique
- Titre : Un homme doit mourir
- Titre original : The Hook
- Réalisation : George Seaton
- Assistants réalisateurs : Donald Roberts, Ray DeCamp
- Scénario : Henry Denker, d’après le roman L'Hameçon de Vahé Katcha, Editions Plon, Paris, 1957, 147 p.
- Producteur : William Perlberg
- Production : Perlberg-Seaton Productions
- Distribution aux USA et en France : Metro-Goldwyn-Mayer
- Musique composée et interprétée par : Larry Adler
- Décors : George W. Davis et Hans Peters (direction artistique), Henry Grace et Keogh Gleason (décorateurs de plateau)
- Costumes hommes : Grady Hunt (non crédité)
- Directeur de la photographie : Joseph Ruttenberg
- Cadreur : Fred Koenekamp (non crédité)
- Assistant opérateur : Bill Ion
- Ingénieurs du son : Franklin Milton (supervision), Bernard Harlan
- Perchman : Al Strasser
- Mixage : Larry Jost
- Montage : Robert James Kern
- Tournage : à partir du 1er mai 1962 sur l'Île Santa Catalina (Californie)
- Pays de production :  États-Unis
- Langue : anglais
- Genre : Film de guerre
- Durée : 98 minutes
- Format : Noir et blanc - 2,35:1
- Dates de sortie : 
  - États-Unis : 15 février 1963
  - France : 24 juillet 1963

## Distribution
- Kirk Douglas (VF : Michel Gatineau) : le sergent P.J. Briscoe
- Robert Walker Jr. : le soldat O.A. Dennison
- Nick Adams (VF : Pierre Trabaud) : le soldat V.R. Hackett
- Pancho Magalona : Kim dit "The Gook", le pilote nord-coréen prisonnier
- Nehemiah Persoff (VF : Michel Gudin) : le capitaine Van Ryn
- John Bleifer (VF : Jean Berton) : le steward
- Mark Miller (VF : Jacques Torrens) : le lieutenant D.D. Troy
- John Alderson : Svenson, un membre de l'équipage
- Anders Andelius : Andelius, un membre de l'équipage
- Frank Richards : le soldat Kaskevitch, un membre de l'équipage
- William Challee : Schmidt
- Barnaby Hale : un membre de l'équipage
- John Gilgreen : un membre de l'équipage
- Ralph Ahn : le commandant Chun
- Dallas Mitchell : le sergent radio